# Tamara Voronina
Pour les articles homonymes, voir Voronina.
Tamara Igorevna Voronina (en russe : Тамара Игоревна Воронина), née 8 juillet 1995 à Kamensk-Uralsky, est une biathlète russe.

## Carrière
Elle connaît sa première expérience internationale en 2013 au Festival olympique de la jeunesse européenne.
Un an plus tard, aux Championnats du monde jeunesse, à Presque Isle, elle décroche la médaille d'argent au relais.
Elle doit attendre la saison 2017-2018, pour faire ses débuts chez les séniors dans l'IBU Cup, où sur sa deuxième étape, elle monte sur le podium au super sprint de Khanty-Mansiïsk (3e).
En 2019, elle aussi double médaillée de bronze à l'Universiade à Krasnoïarsk en sprint et poursuite. Aux Championnats du monde de biathlon d'été 2019 à Minsk, elle prend la médaille d'argent sur la poursuite après une remontée de la huitième place.
Voronina fait ses débuts en Coupe du monde en novembre 2019 à Östersund, où elle marque ses premiers points avec une 29e place sur le sprint, puis est 14e sur l'individuel et cinquième sur le relais.

## Palmarès

### Coupe du monde
- Meilleur classement général : 67e en 2020.
- Meilleur résultat individuel : 14e.

#### Classements en Coupe du monde
| Saison    | Général | Sprint | Poursuite | Individuel | Mass start |
| --------- | ------- | ------ | --------- | ---------- | ---------- |
| 2019-2020 | 67e     | 73e    | 69e       | 35e        | -          |
| 2020-2021 |         |        |           | 51e        |            |

### IBU Cup
- 1 podium individuel.

### Championnats du monde jeunesse
- Médaille d'argent en relais en 2014.

### Universiades
- Médaille de bronze au sprint en 2019.
- Médaille de bronze à la poursuite en 2019.

### Championnats du monde de biathlon d'été
- Médaille d'argent à la poursuite en 2019.